# Lindmania phelpsiae
Lindmania phelpsiae (лат.) — растение из рода Линдмания семейства Бромелиевые (лат. Bromeliaceae) подсемейства Питкерниевые (лат. Pitcairnioideae).
Изучено и описано в 1957 году известным американским ботаником Лайманом Брэдфордом Смитом, который специализировался на семействе Бромелиевые.

## Распространение
Вид Lindmania phelpsiae встречается в Венесуэле, где он является эндемичным. Типовое местонахождение: штат Амасонас, серро Пару (Cerro Paru), на высоте 2000 м н.у.м.